# Philipp Kohlschreiber
Philipp Eberhard Hermann Kohlschreiber, nemški teniški igralec, * 16. oktober 1983, Augsburg, Nemčija.

## Življenje in delo

### Kariera

#### Začetki
Desničar je svojo kariero začel pri teniškem klubu Augsburg Siebentisch in jo od leta 1997 nadaljeval pri teniškem klubu MTTC Iphitos v Münchnu. Leta 2000 je Kohlschreiber v Eckenthalu odigral svoj prvi turnir serije ATP in se leta 2001 odločil, da bo postal profesionalni teniški igralec.

#### 2001 do 2007
Med letoma 2001 in 2004 je bil Kohlschreiber član moštva nemške lige teniškega kluba Bamberg . Od leta 2005 do 2008 je v nemški ligi nastopal za teniški klub Blau-Weiß Neuss.
Leta 2003 je Kohlschreiber zaigral na svojem prvem turnirju za grand slam, odprtem prvenstvu ZDA, kjer ga je v prvem krogu porazil David Nalbandian. Leta 2004 se mu je po zmagi nad Julienom Benneteauem uspelo uvrstiti v drugi krog, kjer je v petih nizih za las izgubil proti Felicianu Lopezu. V avgustu leta 2004 se je Kohlschreiberju prvič uspelo prebiti med 100 najboljših igralcev svetovne jakostne lestvice. Od leta 2005 se je na vseh turnirjih za grand slam neposredno uvrstil v glavni žreb.
Na odprtem prvenstvu Avstralije se je leta 2005 uvrstil v osmino finala, kjer ga je izločil Andy Roddick. Na ostalih turnirjih za grand slam je poraz vsakič doživel že v prvem krogu. Oktobra istega leta je v navezi z Larsom Burgsmüllerjem v konkurenci dvojic osvojil svoj prvi turnir serije ATP. Leta 2006 se je Kohlschreiber uveljavil med 100 najboljšimi igralci svetovne jakostne lestvice. Na turnirju ATP v Gstaadu se mu je uspelo uvrstiti v polfinale in nato še nekajkrat v četrtfinale. V naslednjem letu se je na turnirju serije Masters v Monte Carlu uvrstil v četrtfinale in  kmalu zatem v Münchnu z zmago nad Mihailom Južnim, s katerim sta skupaj zmagala tudi v konkurenci dvojic, osvojil še svoj prvi turnir serije ATP. Poleg tega se je uvrstil v polfinale turnirja v Halleju in tretji krog odprtega prvenstva ZDA.

#### 2008 do 2011
Januarja leta 2008, ko je v finalu turnirja v Aucklandu v dveh nizih premagal Španca Juana Carlosa Ferrera, se je Kohlschreiber razveselil svoje druge turnirske zmage na turneji ATP. V tretjem krogu odprtega prvenstva Avstralije je premagal Andyja Roddicka, a je v osmini finala izgubil proti Jarkku Nieminenu. Na turnirju v Halleju se mu je uspelo uvrstiti v finale, kjer ga je premagal Roger Federer. Poleg tega se je prebil tudi v polfinale turnirja na Dunaju.
Na začetku leta 2009 se je Kohlschreiberju večkrat uspelo uvrstiti v četrtfinale turnirjev. Na odprtem prvenstvu Francije se je prvič prebil v osmino finala, kjer mu je spodletelo proti Tommyju Robredu. Na naslednjem turnirju, ki se je odvijal v Halleju, se je uvrstil v polfinale, kjer ga je premagal Tommy Haas. Septembra se je Kohlschreiber na turnirju v Metzu uvrstil v finale.  Tam ga je sicer premagal Gaël Monfils, a je z 22. mestom na svetovni jakostni lestvici dosegel svojo do tedaj najboljšo uvrstitev. Poleg tega se je uvrstil še v polfinale turnirja na Dunaju.
Leto 2010 je Kohlschreiber začel v Aucklandu, kjer se je uvrstil v polfinale. Na odprtem prvenstvu Avstralije ga je v tretjem krogu izločil Rafael Nadal. Na turnirju serije masters v Monte Carlu mu je uspel preboj v četrtfinale. Na odprtem prvenstvu Francije se je prebil do tretjega kroga, kjer ga je premagal Fernando Verdasco. V Wimbledonu je v tretjem krogu izgubil proti Andyju Roddicku. Na turnirju serije Masters v Torontu je zaigral v četrtfinalu, kjer je za las izgubil proti Rafaelu Nadalu. Na odprtem prvenstvu ZDA ga je že v drugem krogu porazil Gilles Simon.
V času tekem Davisovega pokala proti reprezentanci Južne Afrike, kjer je z zmago v treh nizih nad Rikom de Voestom pripomogel k zmagi Nemčije s končnim rezultatom 5 : 0, je oznanil poskusno sodelovanje z nekdanjim trenerjem Andyja Murraya, Milesom MacLaganom. Kohlschreiber se je na turnirju v Metzu uvrstil v polfinale, kjer je ponovno izgubil proti Francozu Gillesu Simonu. Naslednji turnir, na katerem je zaigral, je bilo odprto prvenstvo Kitajske v Pekingu, kjer je v prvem krogu premagal Fernanda Verdasca, a je v drugem krogu izgubil proti Johnu Isnerju. V Šanghaju je v drugem nizu tekme prvega kroga proti Andyju Roddicku dvoboj moral predati. Na turnirju na Dunaju se je uvrstil v četrtfinale, v katerem zaradi težav z mišico primikalko ni mogel nastopiti.
Philipp Kohlschreiber je leto 2011 začel v Dohi, kjer mu je v drugem krogu po sporni igri spodletelo proti Ivu Karloviću. Teden dni pred odprtim prvenstvom Avstralije, kjer je v drugem krogu izgubil proti Tomašu Berdychu, si je v Aucklandu priigral četrtfinale, v katerem ga je v treh nizih porazil David Ferrer. V sezoni 2011 je v prvem krogu svetovne skupine Davisovega pokala  Kohlschreiber znova zaigral kot nemška številka ena. Po tem, ko je ubranil eno zaključno žogico za zmago v četrtem nizu, je Ivana Dodiga premagal v petih nizih. V četrtem posamičnem dvoboju ga je po treh nizih premagal Marin Čilić. Na prvem turnirju serije Masters sezone 2011 v Indian Wellsu je po prostem prvem krogu, v drugem po obrambi treh zaključnih žogic za zmago v treh nizih premagal Tima Smyczeka. V tretjem krogu je z rezultatom 7 : 6 in 6 : 4 premagal četrtega igralca sveta, Robina Söderlinga, pri čemer je moral za zmago v prvem nizu ubraniti kar pet žogic. Kmalu zatem je v dveh nizih z rezultatom 6 : 7 in 6 : 7 nesrečno izgubil proti Juanu Martinu del Potru. V Monte Carlu ga je v drugem krogu  premagal Roger Federer. Philipp Kohlschreiber in Philipp Petzschner sta z zmago nad Juanom Ignaciem Chelajem in Maximom Gonzalezom v konkurenci dvojic odločila finale ekipnega svetovnega pokala, ki se je odvijalo v Düsseldorfu.
Na turnirju Gerry Weber Open, ki se vsako leto odvija v Halleju, si je Kohlschreiber zagotovil svojo tretjo turnirsko zmago v karieri. Na poti do finala, kjer je Philippa Petzschnerja premagal z izidom 7 : 6 in 2 : 0 (predaja), je med drugim premagal tudi Lleytona Hewitta in Gaëla Monfilsa. Prav to ga je motiviralo za nastop na turnirju v Wimbledonu, a je Kohlschreiber dvoboj prvega kroga proti Uzbekistancu Denisu Istominu z rezultatom 6 : 4, 3 : 6, 3 : 6  in 3 : 6 vseeno izgubil. Nekaj tednov kasneje je v osmini finala turnirja v Hamburgu premoč moral priznati Špancu Nicolasu Almagru.

#### Od leta 2012
Sezona 2012 je bila za Philippa Kohlschreiberja doslej najuspešnejša. Na odprtem prvenstvu Avstralije, ki se je odvijalo na začetku sezone, se mu je uspelo uvrstiti v osmino finala. Maja je drugič osvojil turnir v Münchnu, pri čemer je v finalu v dveh nizih gladko premagal Marina Čilića. Tudi sezona na travi je bila zelo uspešna - v Hallleju je izpadel šele v polfinalu, kjer ga je izločil kasnejši zmagovalec turnirja Tommy Haas. V Wimbledonu se mu je Kohlschreiber z zmago v petih nizih maščeval za poraz v Halleju. S tremi zaporednimi zmagami v treh nizih se mu je  prvič v karieri uspelo uvrstiti v četrtfinale turnirja za grand slam. Tam ga je v štirih nizih premagal Jo-Wilfried Tsonga.
Ob koncu turnirja v Kitzbühelu je Kohlschreiber postal tarča kritik. Uspelo se mu je sicer uvrstiti v finale turnirja, vendar je tam v treh nizih izgubil proti Robinu Haaseju. Ker se je pri tej tekmi poškodoval, je odpovedal svoj nastop na olimpijskih igrah v Londonu. Prav zaradi tega so ga  mediji in nekdanji teniški igralci, kot denimo Boris Becker in Michael Stich, ostro kritizirali. Vseeno pa je Kohlschreiberju z uvrstitvijo v finale turnirja v Kitzbühelu prvič uspel preboj med najboljših dvajset igralcev svetovne jakostne lestvice. Po zmagi na turnirju je zasedel 16. mesto. Na odprtem prvenstvu ZDA se je po zmagi v petih nizih nad Johnom Isnerjem prvič uvrstil v osmino finala tega turnirja, s čimer je v sezoni 2012 na treh od štirih turnirjev za grand slam dosegel drugi teden turnirja.

### Davisov pokal
Kohlschreiber od leta 2007 spada med najpomembnejše igralce nemške reprezentance za Davisov pokal. Med posamezniki ima z devetimi zmagami in sedmimi porazi pozitivno bilanco, v konkurenci dvojic pa ima zaenkrat dve zmagi in tudi dva poraza.
Na tekmah Davisovega pokala je bil večkrat uspešen tudi proti deloma višje uvrščenim igralcem. Tako je v svoji prvi sezoni leta 2007 v polfinalu Davisovega pokala, ki se je odvijal v Moskvi, v petih nizih premagal Rusa Nikolaja Davidenka, čeprav je v petem nizu zaostajal za „break“. Leta 2009 mu je na tekmi prvega kroga proti Avstrijcu Jürgenu Melzerju kljub zaostanku z 2 : 0 v nizih vendarle uspel preobrat. V sledečem četrtfinalu, ki se je odvijal v Španiji, je v treh nizih gladko premagal Tommyja Robreda, proti kateremu je pred tem v osmini finala odprtega prvenstva Francije sicer izgubil. V drugem dvoboju med posamezniki je z rezultatom 8 : 6 v petem nizu premagal Fernanda Verdasca, a je Nemčija v četrtfinalu vseeno izgubila z rezultatom 2 : 3.
V sezoni 2012 je med Kohlschreiberjem in kapetanom nemške teniške reprezentance Patrikom Kühnenom, potem ko je Kohlschreiber zaradi bolezni odpovedal svoj nastop na dvobojih prvega kroga proti reprezentanci Argentine, prišlo do prepira. Ker se srečanja ni udeležil niti kot gledalec, ga je poleg tega kritiziral tudi Tommy Haas. Posledično kapetan Kühnen Kohlschreiberja za naslednje tekme proti Avstraliji, čeprav je bil takrat najvišje uvrščen nemški igralec, ni upošteval.

## Uspehi
| Legenda (Število zmag)                                        |
| Grand Slam                                                    |
| Tennis Masters Cup / ATP World Tour Finals                    |
| ATP Masters Series / ATP World Tour Masters 1000              |
| ATP International Series Gold / ATP World Tour 500 Series (2) |
| ATP International Series / ATP World Tour 250 Series (9)      |

### Posamezno

#### Zmage
| Nr. | Datum           | Turnir          | Podlaga      | Nasprotnik v finalu         | Rezultat finala    |
| 1.  | 6. maj 2007     | Nemčija         | Pesek        | Rusija Mihail Južni         | 2:6, 6:3, 6:4      |
| 2.  | 12. januar 2008 | Nova Zelandija  | Trda podlaga | Španija Juan Carlos Ferrero | 7:64, 7:5          |
| 3.  | 12. junij 2011  | Nemčija         | Trava        | Nemčija Philipp Petzschner  | 7:65, 2:0, predaja |
| 4.  | 6. Mai 2012     | Nemčija München | Pesek        | Hrvaška Marin Čilić         | 7:68, 6:3          |

#### Uvrstitve v finale
| Št. | Datum              | Turnir             | Podlaga      | Nasprotnik v finalu    | Rezultat finala |
| 1.  | 15. junij 2008     | Nemčija Halle      | Trava        | Švica Roger Federer    | 3:6, 4:6        |
| 2.  | 27. september 2009 | Francija Metz      | Trda podlaga | Francija Gaël Monfils  | 6:71, 6:3, 2:6  |
| 3.  | 27. julij 2012     | Avstrija Kitzbühel | Pesek        | Nizozemska Robin Haase | 7:62, 3:6, 2:6  |

### Dvojice

#### Zmage
| Št. | Datum           | Turnir             | Podlaga      | Partner                  | Nasprotnik v finalu                                  | Rezultat finala  |
| 1.  | 2. oktober 2005 | Ho-Chi-Minh-Stadt  | Tepih        | Nemčija Lars Burgsmüller | Avstralija Ashley Fisher · Švedska Robert Lindstedt  | 5:7, 6:4, 6:2    |
| 2.  | 30. julij 2006  | Avstrija Kitzbühel | Pesek        | Avstrija Stefan Koubek   | Avstrija Oliver Marach · Češka Cyril Suk             | 6:2, 6:3         |
| 3.  | 6. maj 2007     | Nemčija München    | Pesek        | Rusija Mihail Južni      | Češka Jan Hajek Češka Jaroslav Levinsky              | 6:1, 6:4         |
| 4.  | 4. januar 2008  | Katar Doha         | Trda podlaga | Češka David Škoch        | Južna Afrika Wesley Moodie Južna Afrika Jeff Coetzee | 6:4, 4:6, [11:9] |
| 5.  | 12. julij 2008  | Nemčija Stuttgart  | Pesek        | Nemčija Christopher Kas  | Nemčija Michael Berrer · Nemčija Mischa Zverev       | 6:3, 6:4         |
| 6.  | 14. junij 2009  | Nemčija Halle      | Trava        | Nemčija Christopher Kas  | Nemčija Andreas Beck · Švica Marco Chiudinelli       | 6:3, 6:4         |
| 7.  | 4. januar 2013  | Katar Doha         | Trda podlaga | Nemčija Christopher Kas  | Avstrija Julian Knowle · Slovaška Filip Polašek      | 7:5, 6:4         |

#### Uvrstitve v finale
| Št. | Datum            | Turnir               | Podlaga      | Partner                 | Nasprotnik v finalu                          | Rezultat finala  |
| 1.  | 24. februar 2008 | Nizozemska Rotterdam | Trda podlaga | Rusija Mihail Južni     | Češka Tomáš Berdych · Rusija Dmitri Tursunov | 5:7, 6:3, [7:10] |
| 2.  | 26. oktober 2008 | Švica Basel          | Trda podlaga | Nemčija Christopher Kas | Indija Mahesh Bhupathi Bahami Mark Knowles   | 3:6, 3:6         |
| 3.  | 6. januar 2012   | Katar                | Trda podlaga | Nemčija Christopher Kas | Češka Lukaš Rosol Slovaška Filip Polašek     | 3:6, 4:6         |

## Rezultati grand slamov
naveden je dosežen krog

### Posamezno
| Turnir                      | 2012 | 2011 | 2010 | 2009 | 2008 | 2007 | 2006 | 2005 | 2004 | 2003 | Kariera |
| --------------------------- | ---- | ---- | ---- | ---- | ---- | ---- | ---- | ---- | ---- | ---- | ------- |
| Odprto prvenstvo Avstralije | 1/8F | 2K   | 3K   | 2K   | 1/8F | 2K   | 2K   | 1/8F | -    | -    | 1/8F    |
| Odprto prvenstvo Francije   | 2K   | 1K   | 3K   | 1/8F | 1K   | 2K   | 2K   | 1K   | -    | -    | 1/8F    |
| Wimbledon                   | 1/4F | 1K   | 3K   | 3K   | 1K   | 1K   | 3K   | 1K   | -    | -    | 1/4F    |
| US Open                     | 1/8F | 1K   | 2K   | 3K   | 2K   | 3K   | 1K   | 1K   | 2K   | 1K   | 1/8F    |

### Dvojice
| Turnir                      | 2012 | 2011 | 2010 | 2009 | 2008 | 2007 | 2006 | 2005 | 2004 | 2003 | Kariera |
| --------------------------- | ---- | ---- | ---- | ---- | ---- | ---- | ---- | ---- | ---- | ---- | ------- |
| Odprto prvenstvo Avstralije | 1K   | -    | -    | -    | -    | 1K   | 1K   | 1K   | -    | -    | 1K      |
| Odprto prvenstvo Francije   | -    | -    | -    | -    | -    | 1K   | -    | -    | -    | -    | 1K      |
| Odprto prvenstvo Anglije    | -    | -    | -    | -    | -    | -    | 1K   | -    | -    | -    | 1K      |
| Odprto prvenstvo ZDA        | -    | 1K   | -    | -    | -    | 1K   | 1K   | 1K   | -    | -    | 1K      |